# Princípio de Mach
O princípio de Mach, na física teórica, particularmente nas discussões das teorias da gravitação, é uma hipótese declarada pela primeira vez pelo físico e filósofo Ernst Mach em 1893, que afirma que: "A inércia de qualquer sistema é o resultado da interação desse sistema e do resto do universo. Em outras palavras, cada partícula no universo, em última análise, tem um efeito sobre todas as outras partículas. O princípio, grosso modo, pode ser definido como a ideia de que tudo girando junto deve ser inobservável (assim como o movimento linear), e que precisamos fixar nosso entendimento das leis da física para que nossas teorias prevejam isso.

## Proposição
A proposição é que a existência de rotação absoluta (a distinção de referenciais inerciais locais vs. referenciais rotativos) é determinada pela distribuição em grande escala da matéria, como exemplificado por esta anedota:

Você está em um campo olhando para as estrelas. Seus braços estão descansando livremente ao seu lado e você vê que as estrelas distantes não estão se movendo. Agora comece a girar. As estrelas estão girando ao seu redor e seus braços são puxados para longe do corpo. Por que seus braços deveriam ser puxados quando as estrelas estão girando? Por que eles deveriam estar balançando livremente quando as estrelas não se movem?
O princípio de Mach afirma que não é por acaso que existe uma lei física que relaciona o movimento das estrelas distantes ao referencial inercial local. Se você vir todas as estrelas girando ao seu redor, Mach sugere que existe alguma lei física que faria com que você sentisse uma força centrífuga. Existem várias formulações rivais do princípio, freqüentemente declaradas de maneiras vagas como "a massa lá fora influencia a inércia aqui". Uma afirmação muito geral do princípio de Mach é "as leis físicas locais são determinadas pela estrutura em grande escala do universo".